# Blake Ellis
Blake Ellis (* 6. Januar 1999 in Brisbane, Queensland) ist ein australischer Tennisspieler.

## Karriere

### Juniorenkarriere
Als Junior spielte Ellis erfolgreich Tennis. Im Jahr 2016 ging er bei alle vier Juniorausgaben der Grand-Slam-Turniere an den Start. 2017 erreichte er bei einem Turnier dieser Kategorie in Paris erstmals das Viertelfinale, sein bestes Abschneiden, das er gegen Nicola Kuhn verlor. Im Doppel war Ellis erfolgreicher: 2016 gewann er mit Alex de Minaur die Australian Open. 2016 bei den French Open sowie bei seinem letzten Juniorenturnier 2017 in Wimbledon (diesmal mit Matteo Martineau) unterlag er im Halbfinale. Er erreichte mit Platz 23 seine höchste Juniorennotierung.

### Karriere als Profi
Schon früh spielte Ellis Turniere auf der drittklassigen ITF Future Tour. Sein erstes Match auf der höherdotierten ATP Challenger Tour gewann er in Canberra 2017, als er Lucas Miedler und Evan King besiegte. Ende des Jahres stand er auf Platz 675 der Tennisweltrangliste im Einzel und auf Rang 757 im Doppel. Anfang 2018 erreichte er mit dem Halbfinale in Kyōto sein bis dato bestes Abschneiden bei einem Challenger. Er gewann dabei sechs Matches in Folge, ehe er an John Millman, dem Turniersieger, scheiterte. Im Doppel konnte er seinen zweiten Future-Titel feiern.
Das Jahr 2019 begann für Ellis mit seinem Grand-Slam-Debüt bei den Australian Open erfolgreich. Dort trat er mit Alexei Popyrin an und besiegte zwei besser dotierte Paarungen, ehe sie gegen Łukasz Kubot und Horacio Zeballos unterlagen. Danach stand er mit Platz 348 im Einzel am höchsten im Einzelranking. Der Rest des Jahres verlief ohne Höhepunkte, im Doppel schaffte er mit passablen Ergebnissen im September mit Rang 212 noch sein Karrierehoch zu steigern. 2020 flog er in Melbourne mit seinem Vorjahrespartner in der ersten Runde raus. In die Corona-Pause ging er mit einem deutlich niedrigeren Ranking als im Vorjahr.

## Erfolge
| Legende (Anzahl der Siege)  |
| Grand Slam                  |
| ATP Finals                  |
| ATP World Tour Masters 1000 |
| ATP Tour 500                |
| ATP Tour 250                |
| ATP Challenger Tour (5)     |

### Doppel

#### Turniersiege
| Nr. | Datum              | Turnier       | Belag     | Partner            | Finalgegner                             | Ergebnis          |
| --- | ------------------ | ------------- | --------- | ------------------ | --------------------------------------- | ----------------- |
| 1.  | 5. November 2022   | Sydney        | Hartplatz | Tristan Schoolkate | Ajeet Rai Yūta Shimizu                  | 4:6, 7:5, [11:9]  |
| 2.  | 4. Mai 2024        | Guangzhou     | Hartplatz | Tristan Schoolkate | Nam Ji-sung Patrik Niklas-Salminen      | 6:2, 6:74, [10:4] |
| 3.  | 28. September 2024 | Nonthaburi    | Hartplatz | Adam Walton        | Rithvik Choudary Bollipalli Arjun Kadhe | 3:6, 7:5, [10:8]  |
| 4.  | 26. Oktober 2024   | Playford City | Hartplatz | Thomas Fancutt     | Jake Delaney Jesse Delaney              | 6:1, 5:7, [10:5]  |
| 5.  | 2. November 2024   | Sydney        | Hartplatz | Thomas Fancutt     | Blake Bayldon Mats Hermans              | 7:5, 7:64         |